# Гурани (народ Сибіру)
Гура́ни — корінні забайкальці, нащадки від змішаних шлюбів росіян з бурятами, тунгусами, евенками, монголами, маньчжурами. Варто зауважити, що слово «гуран» запозичене росіянами з бурятського мови і означає самець козулі. Але не усі вчені погоджуються з цією гіпотезою і в свою чергу висувають ще один варіант походження слова «гурани». Багато забайкальців мають змішану кров. Європеоїдна і монголоїдна раси зустрілися в межах сибірських кордонів — Західного і Східного Забайкалля. Цим пояснюється поява в пласті побутової лексики місцевого населення особливого слова «гуран», яке позначає певне поняття: людина змішаної крові в четвертому поколінні, увібрав у себе риси російських першопрохідників і корінного населення — тунгусо.

## Загальна інформація
Судячи з архівних документів, вже в XVIII столітті російські поселенці в Забайкаллі вживали слово гуран як ім'я або прізвисько. Пізніше так почали називати і тих слов'ян, які змішалися з бурятами або монголами, а також — з маньчжурамі. До гуранів відноситься не кожен сучасний метис, а людина, що несе мітку поколінь, що має «коріння» в Забайкаллі.
Ще одна із версій походження назви цілої етнічної групи, полягає в тому, що забайкальські козаки шили зимові шапки зі шкіри гурана, самця козулі, зберігаючи ріжки козулі. Цей головний убір нагадував голову гурана, і вводив в оману на полюванні. Тривалі зими сприяли тому, що цей характерний головний убір відклався у свідомості, давши прізвисько цілій етнічній групі. Дуже цікавим варіантом, стала і наступна версія. Гурани — це були воїни забайкалля, саме вони охороняли російський кордон. Отамани, ватажки гуранського війська, часто з політичних та економічних міркувань змушували синів одружитися з бурятками і монголками. Але сини не завжди були слухняними. Вони сідали на лихого коня і крали в поселеннях прекрасних дироверок. І ці непристойні вчинки дозволяли підтримувати в гуранськом народі російську кров і російський дух. І через цей насправді добрий вчинок, синів прозвали гуранами — тобто козлами.

## Історія
Історію гуранів можна розпочати з 1851 року. Саме в цьому році за пропозицією генерал-губернатора Східного Сибіру М. М. Муравйова, (згодом граф Муравйов — Амурський) і царським указом, Миколи I, було сформовано Забайкальське козаче військо, чисельністю близько 50 тисяч осіб до 1854 р. З дозволу центрального уряду Росії, губернатор Східного Сибіру, екстрено організував перекидання військ і забайкальських козаків у пониззя Амура, у зв'язку із загрозою інтервенції англійців і французів на Камчатку. У 1854–1856 рр.. було організовано три сплаву військ і козаків зі Східного Забайкалля по річках Шилка, а потім Амур до Миколаївська. У 1857 р. почалося переселення кількох сотень сімей забайкальських козаків з метою організації уздовж берега Амура козачих селищ (Амурської лінії козачого війська). Згодом з цих козаків був утворений Амурський козачий полк.
З перших днів свого утворення, Забайкальське козацьке військо приступило до виконання головного завдання — заселення нових земель. Саме ж явище можна охарактеризувати як колонізацію Далекого Сходу. І як не гарно звучить «Велике переселення», але слово колонізація доречніше.
До кінця літа 1857 року, 17 козацьких поселень на Амурі утворили Амурську козачу кордонну лінію з протяжність від злиття Шилка і Аргуні до островів Малого Хінгану (по Пашкове) з протяжністю 1158 верст (1238 км).
Але як же все ж таки утворилась ціла етнічна група гуранів? У середині XVII століття в Передбайкаллі проживали булагати і ехірітами, а також хонгодори та інші досить великі групи — ойратского (західномонгольского) походження. У Забайкаллі кочували хорінскі полки і численні групи власне монгольського походження (сонголи, сартули, ашебагати, атагати, хатагіни. Хубдути та ін.) Крім того, по обидві сторони Байкалу мешкали також евенки (тунгусо), частина яких виявилася асимільованою бурятами. Вже в той час російські буряти знаходилися на стадії консолідації, йшов процес формування бурятської народності. Росіяни вперше з'явилися в Забайкаллі у 40-х роках XVII століття. Величезну роль у колонізації краю відіграли козаки і селяни. Серед кочовищ бурят і евенків поступово виростали поселення російських селян і козаків. Для закріплення і охорони прирубіжних земель на початку XVIII ст. велика частина забайкальського козацтва була переселена на ці землі.
Козаки були холостяками і їм в прямому смислі цього слова доводилось одружуватись на бурятках, тунгусах, евенках, манжурах. Не від шаленого кохання, а просто від того, що іншого вибору не було. Саме тому, найбільш поширеним визначенням гуранів стало те, що це суміш забайкальських козаків з бурятами. Варто зауважити, що слово «гуран» запозичене росіянами з бурятського мови і означає самець козулі.

## Культура
Культура Гуранів являє собою поєднання культур народів Азії і Європи, формування якої йшло паралельно з розвитком суспільного життя в Забайкаллі. Свій внесок у цю культуру внесли багато племен і народів, які впродовж тисячоліть змінювали один одного на цій території. У ній знайшли відображення культурні цінності, ідеали і норми кочовий цивілізації, північних лісових мисливців, європейських народів і звичайно ж росіян. В результаті взаємодії і взаємопроникнення цих культурних традицій вони виявилися тісно переплетені, що знайшло відображення в побуті, звичках, нормах суспільної моралі, мистецтві. На цій основі виникли явища релігійного і культурного синкретизму. У той же час, основні риси національних культур зберегли свою своєрідність.
Культура Гуран приділяє основне місце коню. Це зумовили розвиток видів традиційного художнього ремесла гуран, таких як плетіння з кінського волосу, ковальська і ювелірна справа.

### Житло гуранів
Юрта — це традиційне житло бурят, а також і гуран. Завдяки конструкції її можна швидко зібрати й розібрати, невелика вага — все це важливо при кочуванні з місця на місце. Взимку вогонь у юрті дає тепло, влітку при додатковій конфігурації її навіть використовують замість холодильника. Права (західна) частина юрти — це чоловіча сторона. На стіні висіли лук, стріли, шабля, рушниця, сідло і збруя. Ліва — жіноча, тут знаходилася господарське і кухонне приладдя. У північній частині знаходився вівтар. Двері юрти завжди були на південній стороні. Серед гуран і бурятів, що живуть на західній стороні Байкалу, використовувалися дерев'яні юрти з вісьмома стінами.

### Ритуальні танці
Ехор — древній кругової танець з співами. У кожного племені Забайкалля ехор мав свою специфіку. Перед полюванням або після нього, вечорами гуркни (буряти, маньчжури) виходили на галявину, розпалювали велике вогнище і, взявшись за руки, танцювали всю ніч ехор з веселими ритмічними співами. У родовому танці забували всі образи і розбіжності, радуючи предків цим танцем єднання.
В наш час цю особливість культури ще досі не забули. В Улан-Уде в Етнографічному музеї народів Забайкалля проводиться літній фестиваль Ніч ехор. Представники різних районів Бурятії та Іркутської області змагаються в конкурсі на найкращий ехор. В кінці свята всі охочі можуть зануритися в цей древній танець. Сотні людей різних національностей, взявшись за руки, весело кружляють навколо багаття.

### Свята
Найдревнішим та найулюбленішим святом Забайкальського народу вважається «Игры трех мужей». Це дуже давнє свято, яке має історію в тисячоліття. На це свято з'їжджалися представники різних племен, вони домовлялися про мир і оголошували війну. На цьому святі проходять обов'язкові змагання за трьома видами спорту — це стрільба з лука, стрибки і боротьба. До змагань готуються заздалегідь. Найкращих коней відбирають з табуна, лучники тренуються у стрільбі по мішені і на полюванні.

### Писемність
До середини 30-х років XX століття східні та південні буряти (пізніше гурани), використовували старомонгольську писемність — спадщина епохи Чингісхана.